# Kong Lingwei
Kong Lingwei (chinesisch 孔令微; * 28. Juli 1995 in Boli) ist eine chinesische Sprinterin.

## Sportliche Laufbahn
Erstmals trat Kong Lingwei bei den IAAF World Relays 2014 auf den Bahamas international in Erscheinung und schied dort mit der chinesischen 4-mal-100-Meter-Staffel in der Vorrunde aus. Bei den Asienspielen im südkoreanischen Incheon gewann sie die Goldmedaille mit der 4-mal-100-Meter-Staffel. 2015 belegte sie mit der 4-mal-200-Meter-Staffel bei den World Relays auf den Bahamas den vierten Platz und auch mit der 4-mal-100-Meter-Staffel erreichte sie im B-Finale Platz vier. Über 200 Meter nahm sie an den Asienmeisterschaften im heimischen Wuhan teil und schied dort mit 24,25 s im Vorlauf aus. Mit der Staffel nahm sie auch an den Weltmeisterschaften in Peking teil, schied dort aber mit 43,18 s als 10. der Vorrunde aus. Zwei Jahre später gewann sie bei den Asienmeisterschaften in Bhubaneswar die Silbermedaille mit der Staffel hinter der Mannschaft aus Kasachstan. 2018 nahm sie erneut an den Asienspielen in Jakarta teil und wurde dort mit 23,51 s Sechste im 200-Meter-Lauf. Zudem kam sie mit der Staffel im Vorlauf zum Einsatz, die im Finale die Silbermedaille gewann.
Bei den Asienmeisterschaften 2019 in Doha siegte sie mit neuem Meisterschaftsrekord von 42,87 s mit der Staffel und belegte im 200-Meter-Lauf in 23,42 s den siebten Platz. Anschließend wurde sie bei den World Relays in Yokohama in 1:32,76 min Zweiter hinter den Französinnen. Mit der 4-mal-100-Meter-Staffel qualifizierte sie sich für die Weltmeisterschaften in Doha, bei denen sie im Finale wegen eines Wechselfehlers disqualifiziert wurde. Anschließend gewann sie bei den Militärweltspiele in Wuhan in 43,45 s die Silbermedaille hinter dem Team aus Brasilien.
2017 und 2018 wurde Kong Chinesische Meisterin im 200-Meter-Lauf. Sie absolvierte ein Studium an der Sport-Universität Peking.

## Persönliche Bestleistungen
- 100 Meter: 11,34 s (+1,3 m/s), 15. Juni 2018 in Guiyang
  - 60 Meter (Halle): 7,41 s, 19. Februar 2017 in Peking
- 200 Meter: 22,92 s (−0,2 m/s), 17. Mai 2018 in Huai’an
  - 200 Meter (Halle): 23,91 s, 20. Februar 2017 in Peking